# Bulbophyllum minutulum
Bulbophyllum minutulum är en orkidéart som beskrevs av Henry Nicholas Ridley, Isaac Henry Burkill och Richard Eric Holttum. Bulbophyllum minutulum ingår i släktet Bulbophyllum och familjen orkidéer. Inga underarter finns listade i Catalogue of Life.